# الپورا، هند
الپورا، هند (به انگلیسی: Alpura, India) یک منطقهٔ مسکونی در هند است که در بیهار واقع شده‌است.